# 701 Оріола
701 Оріола (701 Oriola) — астероїд головного поясу, відкритий 12 липня 1910 року.
Тіссеранів параметр щодо Юпітера — 3,234.